# Ole Sippel
Ole Sippel (5. august 1941 i Horsens - 12. september 2013) var en dansk journalist. Han var ansat hos Danmarks Radios TV-Avisen siden 1968 i stillinger som udlandsredaktør, redaktionschef, programchef og korrespondent i Mellemøsten.
Mod slutningen af sin karriere var Ole Sippel freelance ansat hos Danmarks Radio og havde sin base i Gaeta i Italien.
I 2010 medvirkede han i Jacob Rosenkrands' program Jagten på de røde lejesvende.